# Politeama Giuseppe Verdi
Il Teatro Politeama Giuseppe Verdi di Carrara, che occupa tutto il lato nord dell'ottocentesca piazza Luigi Carlo Farini (ora piazza Giacomo Matteotti), fu uno degli ultimi progetti realizzati per la città dall'ingegnere Leandro Caselli. Il Politeama fa parte di un blocco quadrangolare con la facciata rivolta sulla piazza: la facciata è costituita da due ordini di arcate sovrapposte (il più basso è un portico a pilastri) e l'interno è decorato con motivi sobri ed eleganti.
Il Politeama Verdi negli anni ha subito numerosi crolli (1989, 1994, 2008, 2011, 2013) che l'hanno portato alla definitiva chiusura.

## Storia
Il 14 luglio 1888 venne registrato dal notaio Pietro Eutichiano Attuoni l'atto di concessione dell'area fra il vecchio cimitero e l'allora Via Cavour, adibita alla costruzione di un politeama. A causa dell'ingente onere finanziario, che sarebbe dovuto gravare prevalentemente sull'amministrazione comunale, nel 1889 il Consiglio Comunale deliberò a favore di due costruttori torinesi, l'ingegnere Alberto Scarsella e il signor Pietro Ferrero, i quali diedero inizio ai lavori il 12 luglio di quell'anno. La proprietà del teatro era per 7/12 di Scarsella e per 5/12 di Ferrero; inoltre spettò loro il godimento e il guadagno derivante dalla proprietà dell'immobile.
Secondo l'accordo i due costruttori s'impegnarono a erigere un politeama sotto la guida dell'ingegnere capo dell'ufficio tecnico del Comune Leandro Caselli, autore degli edifici ottocenteschi più significativi di Carrara. In base al contratto il Comune aveva il diritto di usare il palco, nonché di occupare le sale del Politeama qualora fosse necessario. D'altra parte l'amministrazione cedette ai costruttori 3518 m² di terreno, l'esonero dalla tassa di dazio consumo per i materiali occorrenti alla costruzione e 12000 lire quale contributo per le decorazioni architettoniche ed ornamentali.
Il teatro comunque, occupò una superficie di 2700 m² dei 3518 concessi. Così il vecchio cimitero lasciò il posto alla piazza Carlo Luigi Farini che chiuse il quadrilatero risorgimentale formato dalle vie Mazzini, Roma e Cavour, al centro del quale brillò il nuovo teatro dedicato a Giuseppe Verdi. 

### Inaugurazione e spettacoli
Il teatro fu inaugurato nel 1892 con l'opera “Rigoletto” di Giuseppe Verdi, con un complesso internazionale di cantanti: Elena Terziane, il tenore Enriquez Bertran, il baritono Massimo Scaramella e il basso Vittorio Arimoni. Lo spettacolo ebbe molto successo e fu ripetuto alcune sere.
L'inaspettato successo dell'inaugurazione fece prevedere una successione di rappresentazioni di opere, cosa che, a dispetto delle aspettative, non accadde. Dal 1892 al 1904 vennero rappresentate soltanto ventinove opere:
- tre edizioni di “La traviata”
- due di “Rigoletto”
- due di “Lucia di Lammermoor”
- due di “Bohème”
- due de “Il trovatore”
- una di “Aida”
- una di “Pagliacci”
- una di “Mefistofele”
- una di “I Lombardi alla prima crociata”
- una di “Un ballo in maschera”
- una di “La sonnambula”
- una di “Manon Lescaut”
- una di “Il Guarany”
- una di “Cavalleria rusticana”
- una di “Il barbiere di Siviglia”
- una di “Tosca”
- una di “Carmen”
- una di '”Ernani”
- una di “Mignon”
- una di “Faust”
- una di '”Andrea Chénier”
- una di “Fedora”

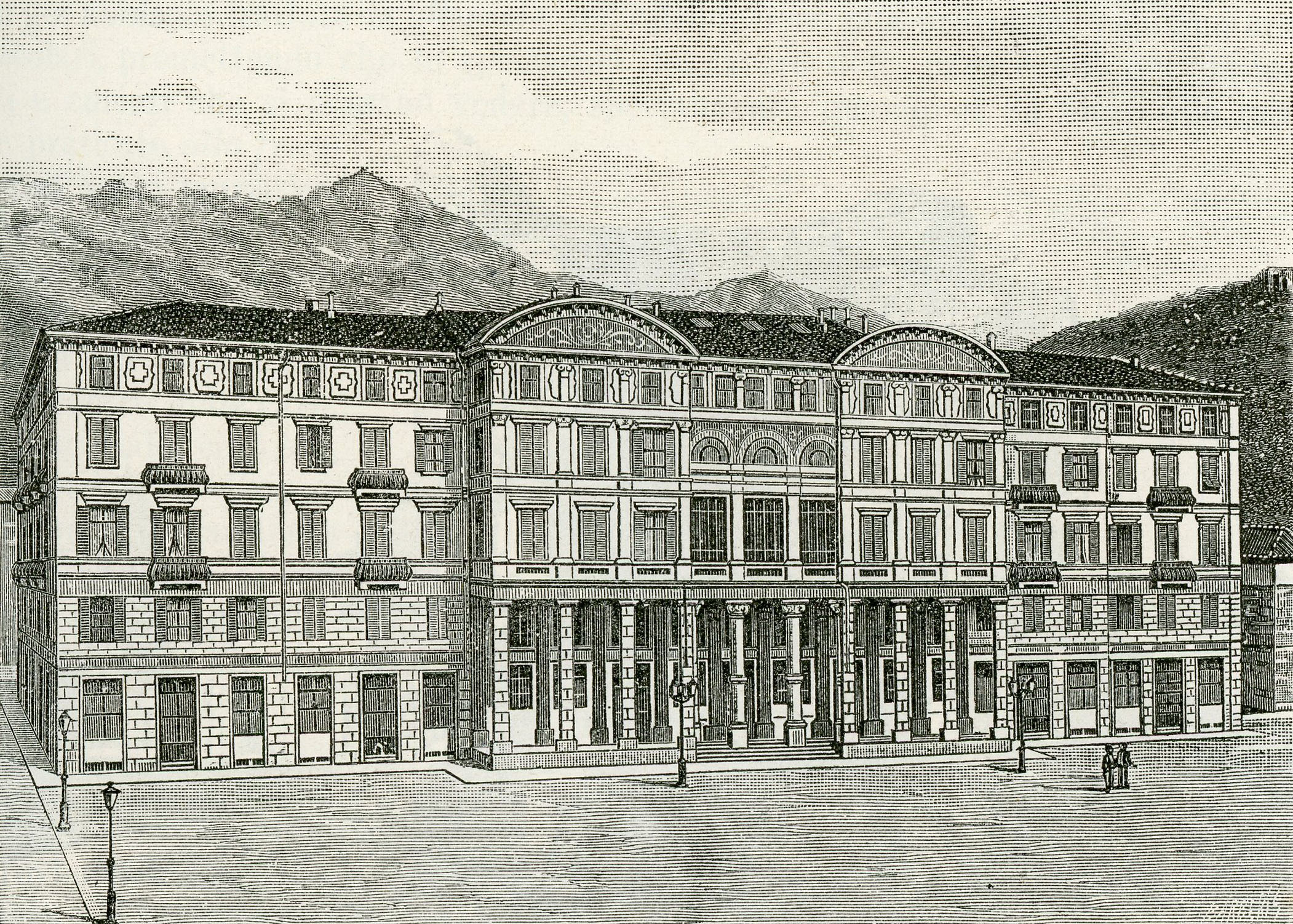
Xilografia di Giuseppe Barberis, primi del 1900.

Tuttavia nel 1901 fu eseguita “Tosca” diretta da Giacomo Puccini in persona: questo evento segnò positivamente il prestigio del Politeama. L'importanza raggiunta è documentata anche dal fatto che, all'inizio del ‘900, esso costituiva il banco di prova per le compagnie che volevano accedere al teatro Regio di Parma.
Comunque il così basso numero di spettacoli rappresentati, meno di trenta opere in 16 anni, si deve attribuire all'inerzia dei proprietari, i quali invece di promuovere manifestazioni, aspettavano di ricevere l'affitto del teatro. Inoltre pare che i gestori del Politeama producessero spettacoli a basso costo e di basso livello, per ottenere maggiori guadagni.
Nel 1905 non si diedero spettacoli ma, nonostante questo periodo di pausa, l'attività teatrale riprese nel 1906 con i seguenti spettacoli:
- “La forza del destino” (1906)
- “Manon Lescaut” (1906)
- “Otello” (1907)
- “Tosca” (1908)
- “Fedora” e “Traviata” (1909)
- “Werther” e “Adriana Lecouvreur” (1910)
- “Cavalleria rusticana”, “Silvano” e “Pozzo d’Anversa” (1911)
- “Bohème” (1912)
- “Rigoletto” (1913)
- “La favorita” e “La Wally” (1914)
- “Barbiere di Siviglia” (1915)

Successivamente la lirica al Politeama esplose e vennero rappresentate:
- “Lucia”, “Sonnambula”, “La Gioconda”, “Tosca”, “Madama Butterfly” (1920)
- “Traviata”, “Carmen”, “Bohème”, “Ernani”, “Andrea Chénier”, “Faust” (1921)
- “Aida”, “Cavalleria”, “Pagliacci”, “Fedora”, “Un ballo in maschera” (1923)
- “Mefistofele” (1924)

L'attività lirica si vivacizzò poi sempre di più: nel 1925 quattro opere, sette nel 1926, sette nel 1927; tuttavia a causa della crisi che affliggeva Carrara, nel 1928 furono rappresentate solo due opere. Nel 1929; in piena depressione economica, vennero allestite addirittura quattordici opere. Dal 1930 al 1939 ci furono sedici opere al Politeama Verdi e successivamente cinque nel '40, una nel '41, otto nel '42 e una nel '43.
Nel 1944 si diedero due rappresentazioni della Traviata, mentre il 1945 fu un anno di stallo lirico in cui l'Italia e Carrara stessa si devono riprendere dalle terribili conseguenze della seconda guerra mondiale. Nel 1946 cominciò la ripresa e fino al '55 la media annuale delle opere al Politeama fu di cinque.
Durante questi anni di attività teatrale, Carrara dimostrava le sue preferenze per Verdi e Puccini.
In seguito il teatro fu adibito anche a sala cinematografica, con la denominazione di Cinema Marconi.

### Prima ristrutturazione
Il progetto di ristrutturazione del Politeama ha origine da un'ordinanza del Sindaco del Comune di Carrara che, nel 1983, chiedeva di restaurare le facciate dei fabbricati posti sul territorio comunale.
I proprietari dell'immobile fecero effettuare un preventivo per lo stoccaggio e pitturazione del fabbricato, che ammontava a circa un miliardo. Questo investimento risultò insostenibile in quanto non era recuperabile attraverso gli affitti. Per questo motivo si decise di ristrutturare soltanto l'interno dell'edificio. Le strutture murarie principali saranno mantenute tali e gli ascensori interni saranno realizzati con gabbie di ferro, tipiche del periodo.
Nei lavori di ristrutturazione è prevista anche la demolizione dell'ultimo solaio per consentire appartamenti in duplex sfruttando le soffitte sulle ali laterali. Comunque la destinazione dei vani non sarà cambiata: piano terra destinato ad uso negozi, i piani 1° e 2° ad uffici e simili (club, associazioni, ecc…) ed il 3º e 4º piano adibiti ad abitazioni. Al termine dell'operazione si passerà dai 41 alloggi già esistenti, a 69 appartamenti.
L'operazione immobiliare è gestita dalla società “Caprice S.r.l”, alcuni dei cui membri coincidono con vecchi proprietari dell'immobile Politeama. Al termine della trattativa la parte di teatro acquistata dalla Caprice costerà 1.900.000.000 lire.
Nonostante tutti questi propositi oggettivamente vi sono tre elementi su cui porre attenzione:
- Il Politeama aveva indubbiamente bisogno di interventi di ristrutturazione interna ed esterna;
- L'aumento del numero di appartamenti avrebbe aumentato il peso e la popolazione del palazzo;
- Portare a termine un intervento di questa portata non era possibile utilizzando solo e soltanto denaro privato.

La ditta perciò opera in contravvenzione a numerose leggi ristrutturando l'edificio in maniera disuniforme con semplici DIA e senza un progetto unitario, appesantendo di fatto la struttura con cemento armato mediante una sopraelevazione condonata dall'amministrazione, sostituzione delle voltine a mattoni con pesanti solai da ottanta centimetri. A niente valgono le denunce da parte del Comitato di Difesa del Palazzo Politeama e del gestore del Teatro Sergio Bologna alla sovrintendenza delle belle arti e al Genio Civile. Al termine la società provvede a vendere gli appartamenti realizzati ad alcuni privati, i quali si trovano, ad acquisto fatto, un immobile inagibile.

### Seconda ristrutturazione
Dopo il crollo dell'agosto 2008, ci fu il sequestro della parte centrale del Politeama destinata ad uffici, appartamenti, cinema e bar. L'inchiesta è stata poi rinviata a giudizio per disastro colposo formulata dal pm Alberto Dello Iacono nei confronti di due dipendenti comunali che dichiararono indemolibile la sopraelevazione in cemento armato e di tre amministratori della società proprietaria del Politeama Verdi. Il 5 e il 9 marzo 2011 avverranno altri due crolli nella palazzina lato via Roma, nel gennaio 2013 un altro crollo a seguito di un evento sismico sempre sulla stessa parte lato via Roma.
Per far fronte alle problematiche strutturali evidenziate negli ultimi tempi la Giunta comunale ha approvato alcuni provvedimenti poco efficaci. Considerato il fatto che il Politeama costituisce una parte fondamentale del patrimonio architettonico, storico e culturale della città e che l'edificio è quasi totalmente di proprietà privata, con una piccola parte di proprietà comunale adibita a sede F.A.I. (Federazione Anarchica Italiana) dal 1945.
Sulla base di urgenti ordinanze sindacali si è dato il via ai lavori di messa in sicurezza dell'edificio che non si sono ancora conclusi dopo cinque anni e alla progettazione di un intervento di risanamento e ristrutturazione. Il Sindaco ha predisposto l'istituzione di un gruppo di lavoro che, composto da soggetti esterni all'Amministrazione, si occupi di monitorare la situazione, l'esecuzione degli interventi di messa in sicurezza e il procedere delle fasi di recupero, ma questo nel corso del 2012 non si è mai riunito, risultando uno strumento poco utile.

### Sede degli Anarchici
All'indomani della lotta di liberazione, gli anarchici carraresi organizzarono nel teatro il primo Congresso della neonata Federazione Anarchica Italiana. In seguito il C.L.N. assegnò i locali del ridotto (già sede del circolo fascista carrarese) alla loro sede. 
Il Ridotto del Teatro a lungo è sede principale degli anarchici di Carrara per oltre 70 anni, negli spazi che hanno ospitato numerosissime volte eventi aperti alla cittadinanza con le più varie iniziative culturali e politiche: dalla scuola di danza cittadina "Germinal", alle mostre, conferenze, convegni, dibattiti.
Quando arrivò l'ordine di sfratto nel 1989, gli anarchici difesero il loro diritto di conservare la sede storica assegnata loro dal C.L.N. al termine della guerra di Liberazione.
A seguito del rifiuto allo sfratto, la Caprice, società che possedeva gran parte della proprietà Politeama, avanzò delle proposte, che gli Anarchici rifiutarono avvalendosi del fatto che loro non si trovavano nel palazzo del teatro, ma nel ridotto. Inoltre gli Anarchici, assieme agli altri coinquilini sfrattati, hanno cercato invano di costituire una Cooperativa, con lo scopo di assumere in proprio la gestione del palazzo e la sua eventuale ristrutturazione. Tuttavia, data la negata possibilità di accedere al patrimonio, la Cooperativa degli Inquilini, si avviò verso la dissoluzione.
Ad ogni tentativo di opposizione da parte degli Anarchici, si rispondeva con violenza, cosicché alla fine, nonostante i numerosi sforzi per denunciare gli abusi perpetrati alla struttura da parte della ditta, questi furono costretti a lasciare le sale nel 1989 per rientrarvi nel 1994.
Dopo i lavori del 2000 i saloni del Germinal lato Via Roma, ospitano anche la sede della Biblioteca Archivio, nel 2006 e 2007 gli anarchici stessi ristrutturano internamente i locali destinati alla biblioteca a proprie spese e risorse, ma soltanto ad un anno dall'inaugurazione ufficiale furono costretti a lasciare l'immobile a causa dei crolli del piano terra.

### Altri usi
In seguito a numerosi sopralluoghi effettuati nel Palazzo Politeama si è venuti a conoscenza che malgrado esista un dispositivo del Tribunale di Massa che ha ordinato l'arresto della ristrutturazione alla ditta CAPRICE, i lavori all'interno del teatro sono proseguiti ben oltre la semplice messa in sicurezza dell'edificio.
Infatti nei piani superiori sono state effettuate gettate di cemento che hanno completamente cancellato le tracce del crollo del novembre 1994. Per quanto riguarda le scale di emergenza del teatro, quelle che esistevano nella parte frontale dell'edificio sono state demolite, quella sul lato di Via Mazzini è stata ripristinata, mentre sul lato di Via Roma le scale sono state cancellate con gettate di cemento e pilastri in acciaio che ne precludono la ricostruzione appesantendo il tutto.
Inoltre l'elevazione di paratie in mattone forato rende impossibile accedere all'ala lato Via Roma dalla parte centrale dell'edificio, tranne che dalle soffitte. Infine al piano “mansarda” della costruzione, le strutture in legno che reggevano le gettate sono state del tutto rimosse. Il ballatoio esistente sopra la cabina di proiezione è stato catramato, ma risulta pieno di immondizie e materiali vari, mentre non sono stati collocati pluviali sui tetti che vi convergono ne tanto meno la pulizia di luoghi di sgorgo dell'acqua piovana: in questo modo con la pioggia, l'acqua continuerà a ristagnare ed a filtrare verso il soffitto del salone e le pareti affrescate, compromettendole.

## Descrizione

### Esterno
Il teatro era dotato di otto uscite di sicurezza che davano su spazi aperti e quattro torri di scale che ne garantivano l'accesso senza causare disordini agli ingressi privati dei palazzi. Nel 1960 viene costruito un immobile destinato a quaranta appartamenti e negozi addossato alla torre scenica, più alcuni altri manufatti edili che ne ostruiscono le uscite. Inoltre nel 1964 viene effettuata una seconda costruzione aggiuntiva sui giardini, una palazzina sul lato di via Roma.
L'illuminazione del teatro proveniva da sei finestroni sui muri perimetrali, mentre quella artificiale era a gas.
L'ingresso al teatro è costituito da un corpo di fabbrica emergente nella facciata a nove luci, sormontato da un'ampia zona comprendente due piani di finestre. La facciata viene completata da un attico finestrato sormontato da due grandi timpani circolari nelle due zone laterali.
La facciata dell'edificio presenta un ampio portico a pilastri, al quale si accede da due gradinate. Questo portico esterno porta ad un vasto atrio con pilastrature a due ordini e con annesso un vano destinato alla biglietteria.

### Interno
Alla redazione finale dell'edificio hanno dato un notevole contributo i due costruttori di origine piemontese, così come confermano le avanzate tecniche adottate che rendono il teatro una struttura singolare e all'avanguardia per quei tempi: l'impiego del ferro, l'adozione di volte in mattone soprattutto nella zona del palcoscenico, la copertura della platea attraverso capriate all'inglese molto leggere, testimoniamo un'abilità tecnica insolita che non ha paragoni in altri edifici della zona.
L'edificio comprendeva 1500 posti a sedere e due gruppi di case civili da pigione collegati con il vestibolo. il grande vano destinato agli spettatori era suddiviso in due ordini di palchi e in un loggione ed ogni ordine presentava dodici palchi.
Il sipario è stato dipinto da A. Bosio e riproduce il paesaggio di Carrara. Il palcoscenico doveva essere destinato a spettacoli lirici; questo per il dimensionamento della buca d'orchestra, che può ospitare formazioni musicali consistenti, ed in secondo luogo per le misure principali del palco e per l'altezza della graticcia.
Ma le qualità progettuali del teatro non si fermano solo agli elementi principali, ma anche quelli secondari erano particolarmente curati: ad esempio il vano superiore della graticcia, grazie anche alle ampie volte in mattoni, consentiva un'agevole spazio di lavoro per i macchinisti. Il piano del palco è strutturato in botole e presenta un ampio sottopalco la cui altezza consente l'installazione di numerosi dispositivi ed effetti scenici. Nel soffitto è ricavato un grande occhio per la ventilazione ed una migliore illuminazione della sala.
La parte centrale dell'edificio è utilizzata come ridotto e per attività ricreative, con una vasta sala da ballo e diversi ambienti per il gioco e la conversazione.